# Timothy Phelim O’Shea
Timothy Phelim O’Shea OFMCap (* 30. Juni 1902 in Clondrohid, Vereinigtes Königreich Großbritannien und Irland; † 26. Mai 1979) war ein irischer Ordensgeistlicher und römisch-katholischer Bischof von Livingstone in Sambia.

## Leben
Timothy Phelim O’Shea trat der Ordensgemeinschaft der Kapuziner bei und empfing am 29. August 1928 das Sakrament der Priesterweihe.
Am 24. Mai 1950 ernannte ihn Papst Pius XII. zum Titularbischof von Hierocaesarea und zum Apostolischen Vikar von Livingstone. Der Apostolische Nuntius in Irland, Erzbischof Ettore Felici, spendete ihm am 8. September desselben Jahres die Bischofsweihe; Mitkonsekratoren waren der Bischof von Raphoe, William MacNeely, und der Weihbischof in Dublin, Patrick Joseph Dunne.
O’Shea wurde am 25. April 1959 infolge der Erhebung des Apostolischen Vikariats Livingstone zum Bistum erster Bischof von Livingstone. Timothy Phelim O’Shea nahm an allen vier Sitzungsperioden des Zweiten Vatikanischen Konzils teil. Am 18. November 1974 nahm Papst Paul VI. das von O’Shea vorgebrachte Rücktrittsgesuch an.